# Cpm communication presse marketing
Die cpm communication presse marketing GmbH (cpm GmbH, cpm Verlag bzw. CPM Verlag GmbH) ist mit Sitz in Meckenheim eine deutsche Marketing GmbH im Themenbereich von Bundeswehr, Sicherheitspolitik, Rüstungsindustrie und Forschung. Hierbei werden die Produktlinien cpmPUBLICATIONS, cpmEVENTS, cpmDIGITAL sowie die DEF-JOBS.com zu einem Informationsnetzwerk verbunden.

## Geschichte
Am 1. Januar 1989 wurde die cpm GmbH in Sankt Augustin als Gewerbe angemeldet und am 1. März von den Gründern Wolfgang Flume und Harald Helex in das Handelsregister eingetragen, wobei das Konzept von Beginn an auf den Säulen „Veröffentlichung von Publikationen“ und „Veranstaltungen“ fußte. Die erste „Tagung Heereslogistik“ fand im Januar 1990 statt. Im Jahr 2000 erschienen die ersten Ausgaben der Taschenbücher Die Ausrüstung der Bundeswehr und Deutsche Bundeswehr sowie das erste Poster. Seit 2003 finden auch Veranstaltungen im Ausland statt. Der geschäftsführende Gesellschafter Harald Helex verließ das Unternehmen 2007, der Mitgründer Wolfgang Flume im Jahr 2016. Von 2013 bis 2016 war Frauke Wendt als Geschäftsführerin aktiv, seitdem führt Tobias Ehlke das Unternehmen. Dieses zog 2019 nach Bonn und 2024 nach Meckenheim um. Ende 2024 übernahm die cpm GmbH die Beta Verlag und Marketinggesellschaft mbH und trägt somit auch die Verantwortung für die Fachzeitschriften Wehrmedizin und Wehrpharmazie sowie die englischsprachige European Military Medical Services (EMMS).

## Produktlinien

### cpm PUBLICATIONS
Hauptprodukte sind hier das seit 1989 im zweimonatigen Rhythmus, zzgl. Sonderausgaben, in der Auflage von 5000 erscheinende cpmFORUM, sowie die seit 2011 in der Auflage von 8000 (Stand 2025) erscheinende Crisis Prevention (CP) im Bereich des Bevölkerungsschutzes. Zudem werden hier cpmPOSTER und cpmTASCHENBÜCHER sowie seit 2025 die Zeitschriften Wehrmedizin und Wehrpharmazie, Wehrmedizinische Monatsschrift und European Military Medical Services (EMMS) vertrieben.

### cpm EVENTS
Hier stehen die jährlich stattfindenden Anwenderforen Rüstung und Nutzung (RÜ.NET) in Zusammenarbeit u. a. mit dem BAAINBw und Logistik (LOG.NET) in Koblenz sowie die Anwenderforen AIR FORCE tech Summit und GROUND BASED AIR DEFENCE SUMMIT in Berlin im Mittelpunkt. Zudem finden zahlreiche Veranstaltungen, etwa im Bezug auf den Operationsplan Deutschland und Fachveranstaltungen, etwa im Bereich der Wehrmedizin statt.

### cpm DIGITAL
Bei cpm DIGITAL wird seit 2023 mit dem Defence Network eine Informations- und Netzwerkseite angeboten, welches 2025 um das Security Network ergänzt wurde.

### DEF-JOBS
Seit dem 1. Juli 2025 wird eine eigenständige Stellenbörse für den Sicherheitssektor betrieben.